# Oh No!
Singles de Marina and the Diamonds
I Am Not a Robot
(2de sortie)
(2010) Shampain
(2010)
Pistes de The Family Jewels
Hermit the Frog
(9) Rootless
(11)
Oh No! est une chanson de l'auteure-compositrice-interprète britannique Marina and the Diamonds. Elle est sortie le 2 août 2010 en tant que quatrième single de The Family Jewels, le premier album studio de la chanteuse.

## Classements
| Classement (2010)              | Meilleure position |
| ------------------------------ | ------------------ |
| Royaume-Uni (UK Singles Chart) | 38                 |